# Michio Mado
Michio Mado, född 16 november 1909 i Tokuyama (nuvarande Shūnan), död 28 februari 2014, var en japansk författare av barnlitteratur.
Han bodde under sin barndom hos sin farfar eftersom hans föräldrar arbetade i Taiwan. Senare flyttade även han dit.